# Edwin Ubiles
Edwin E. Ubiles (* 26. November 1986 in Brooklyn, New York) ist ein US-amerikanischer Basketballspieler puerto-ricanischer Abstammung. Ubiles trug die Rückennummer 24 bei den Dakota Wizards in der NBA Development League (D-League) und wurde 2012 zum besten Profi-Neuling der D-League ernannt. Nach Kurzeinsätzen in der NBA und der französischen LNB Pro A und weiteren Karrierestationen in der D-League wurde er in der Saison 2013/14 Spieler in der japanischen BJ league.

## Karriere

### College
Nach der High School in Poughkeepsie war Ubiles noch zwei Jahre ab 2004 an der St. Thomas More Prep School in Oakdale im benachbarten US-Bundesstaat Connecticut. 2006 wechselte er zum Studium an das Siena College in Albany zurück in den New York State, für deren Hochschulteam Saints er in der MAAC der NCAA Division I spielte. In seinem Rookie-Jahr konnte er 11,8 Punkte und 49,5 % Feldwurfquote erzielen. Die nächsten beiden Jahre konnte er sich jeweils noch steigern, bevor er in seinem Senior-Jahr unter anderem 15,3 Punkte pro Spiel erzielen konnte. In jedem College-Jahr hatte er einen zweistelligen Punkte-Durchschnitt. Als Ubiles in die NBA wechselte, hatte er durchschnittlich 14,8 Punkte pro Spiel und insgesamt 1939 Punkte erzielt, was den drittbesten Wert in der Geschichte des Colleges darstellt.

### Profikarriere
Nach dem Ende der Collegekarriere meldete sich Ubiles 2010 als vielsprechendes Talent für den NBA Draft der am höchsten dotierten Profiliga NBA an, um Profi zu werden. Infolge eines spät erkannten Ermüdungsbruchs am Schienbein, der operativ behandelt werden musste, wollte jedoch kein NBA-Verein Ubiles auswählen. Nach der Operation wagte Ubiles erst im Frühjahr 2011 im Heimatland seiner Eltern ein Comeback in der Liga BSN, wo er bei den Indios aus Mayagüez spielte. Nach überzeugenden Leistungen wurde er nicht nur für die Nationalmannschaft Puerto Ricos ausgewählt, mit der er bei den Panamerikanischen Spielen 2011 die Goldmedaille gewann, sondern wurde für die Spielzeit 2011/12 von den Dakota Wizards aus der NBA Development League verpflichtet.  Auch hier wusste er zu überzeugen, weshalb er im März 2012 vom NBA-Klub Washington Wizards verpflichtet wurde, für die er vier Spiele absolvierte. Nach dem Ende des Ten-Day-Contracts (deutsch Zehn-Tage-Vertrages) kehrte er zu den Wizards aus der D-League zurück, die eigentlich das Farmteam der Golden State Warriors sind. Am Ende der Spielzeit gewann er den „Rookie of the Year“ in der D-League für die Spielzeit 2011/12 und wurde als bester Spieler auf seiner Position in das „All-NBA Development League Team“ berufen. Zu Saisonbeginn 2012/13 war er in Frankreich kurzzeitig für Cholet Basket aktiv, bevor nach einem Spiel in der LNB Pro A der Vertrag nach einer Verletzung wieder aufgelöst wurde. Sein Comeback hatte Ubiles dann 2013 erneut in der D-League bei den Wizards, die nunmehr in Kalifornien als Santa Cruz Warriors firmierten, und später bei Springfield Armor, bevor er für die Saison 2013/14 nach Japan zu den Hannaryz aus Kyoto in der bj league wechselte.